# Wincenty Jegliński

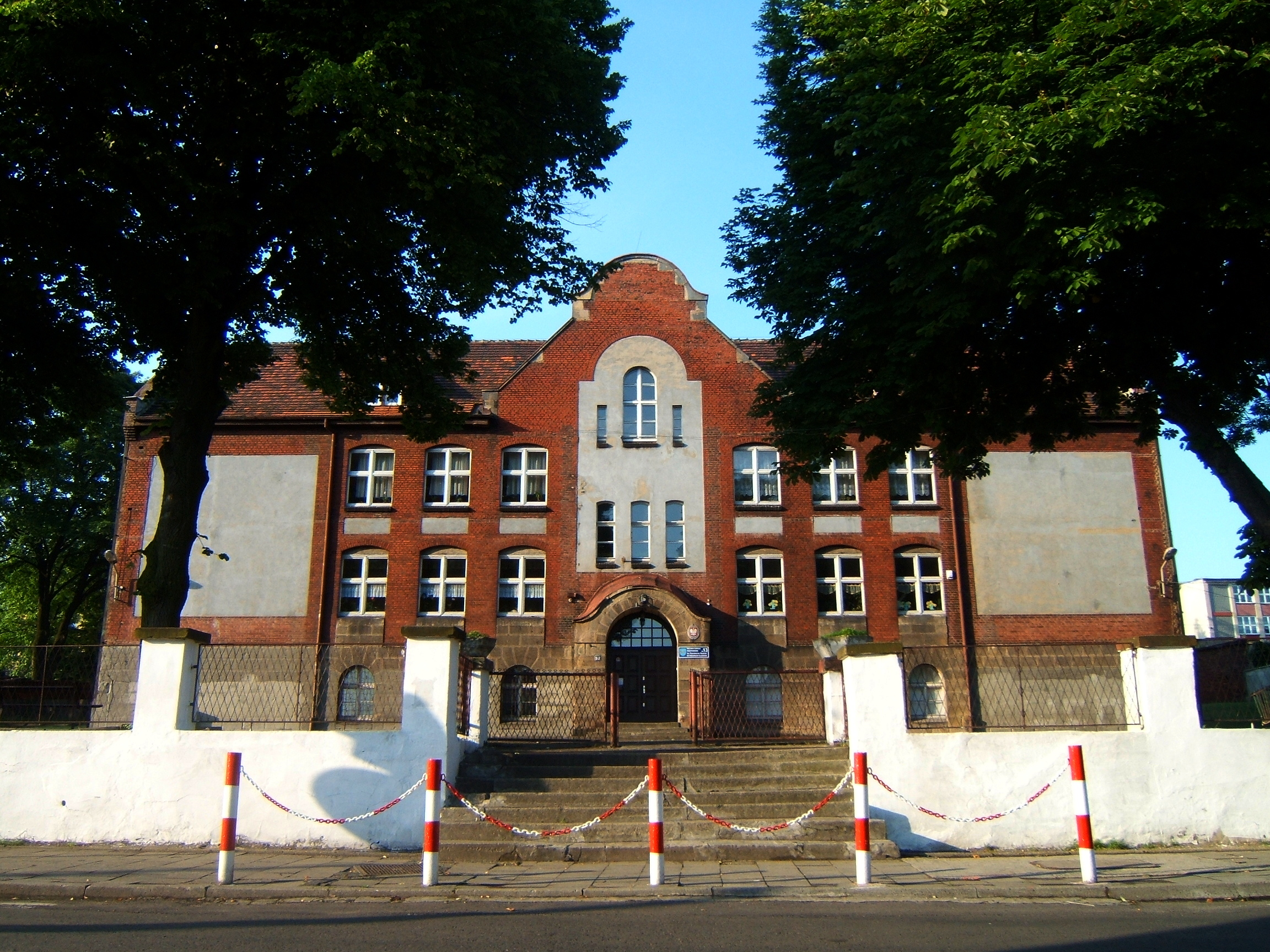
MSP nr 13 im. Powstańców Śląskich, gdzie Wincenty Jegliński był kierownikiem w latach 1923–1929 oraz 1931

Wincenty Jegliński (ur. 29 marca 1896 w Mochowie, zm. w kwietniu 1940 w Katyniu) – nauczyciel, inspektor szkolny, podporucznik rezerwy piechoty Wojska Polskiego, ofiara zbrodni katyńskiej.

## Życiorys
Syn Władysława i Teofili z Radziłowskich. W latach 1913–1916 był uczniem seminarium nauczycielskiego w Krasnohradzie, a od 21 maja 1916 roku nauczycielem w tamtejszej szkole.
1 października 1917 powołany do szkoły oficerskiej w Kijowie. Po jej rozbiciu – wstąpił do I Korpusu Polskiego w Rosji dowodzonego przez gen. Józefa Dowbor-Muśnickiego, gdzie służył w kompanii podchorążych (tzw. Oddzielna Kompania Junkierska) dowodzonej przez kapitana Bolesława Jatelnickiego-Jacynę.
Po rozbrojeniu Korpusu w lipcu 1918 wrócił do domu. Od 1 sierpnia 1918 roku był nauczycielem w Czermnie. 18 lipca 1920 roku wstąpił do ochotniczych oddziałów kawalerii – służba w 1 pułku ułanów Krechowieckich. Wziął udział w wojnie z bolszewikami. Zwolniony ze służby 12 grudnia 1920.
Od 1 września 1922 roku do 31 lipca 1923 roku był nauczycielem Szarleju. W latach 1923–1929 oraz od 1 lipca do 17 września 1931 był kierownikiem szkoły w Kamieniu – obecnie Miejska Szkoła Podstawowa nr 13 im. Powstańców Śląskich. W 1928 ukończył Państwowy Wyższy Kurs Nauczycielski w Katowicach, słuchacz Instytutu Pedagogiki w Katowicach. W latach 1929–1931 był pracownikiem Wydziału Oświecenia Publicznego Urzędu Województwa Śląskiego w Katowicach. 18 września 1931 roku objął obowiązki inspektora szkolnego rejonu Świętochłowice II.
W latach 1934/1935–1937/1938 odbył studia na Wydziale Filozoficznym Uniwersytetu Jagiellońskiego w zakresie pedagogiki i historii. W dniu 1 kwietnia 1935 otrzymał świadectwo dojrzałości jako ekstern w liceum w Szarleju. W listopadzie 1938 przedstawił pracę magisterską „Jakie czynniki wpływają na kształtowanie się pracy nauczyciela”, napisaną pod kierunkiem dr Zygmunta Mysłakowskiego. W dniu 5 maja 1939 Rada Wydziału Filozoficznego Uniwersytetu Jagiellońskiego nadała mu stopień magistra filozofii jako dowód zakończenia studiów wyższych w zakresie pedagogiki.
W dniach 1 lipca – 24 sierpnia 1929 roku odbył 8-tygodniowy skrócony kurs w Szkole Podoficerów Zawodowych w Grudziądzu. Został mianowany tytularnym plutonowym podchorążym. 19 listopada 1930 roku Prezydent RP mianował go podporucznikiem ze starszeństwem z dniem 1 września 1929 roku i 873. lokatą w korpusie oficerów piechoty, a Minister Spraw Wojskowych wcielił do 75 pułku piechoty w Królewskiej Hucie. W 1934 roku pozostawał w ewidencji Powiatowej Komendy Uzupełnień Królewska Huta. W dniach 7 sierpnia – 16 września 1934 roku wziął udział w 6-tygodniowych ćwiczeniach rezerwy 75 pułku piechoty.
W sierpniu 1939 roku został zmobilizowany do Wojska Polskiego. 20 września 1939 przebywał w Tarnopolu. Wzięty do niewoli radzieckiej. Według stanu na dzień 19 października 1939 przebywał w kozielszczańskim obozie przejściowym NKWD dla jeńców polskich. 2 listopada 1939 odesłany do obozu w Kozielsku, dokąd przybył 4 listopada. Według stanu na grudzień 1939 był jeńcem kozielskiego obozu w Kozielsku. Między 19 a 21 kwietnia 1940 przekazany do dyspozycji naczelnika smoleńskiego obwodu NKWD – lista wywózkowa  036/2 z 16.04.1940. Został zamordowany między 20 a 22 kwietnia 1940 przez NKWD w lesie katyńskim. Zidentyfikowany podczas ekshumacji prowadzonej przez Niemców w 1943, zapis w dzienniku ekshumacji pod datą 05.06.1943. Przy szczątkach znaleziono dyplom magistra filozofii, kartę pocztową od Walerii Jeglińskiej wysłaną z Katowic, świadectwa szczepień obozowych, legitymację urzędnika państwowego. Figuruje na liście AM-271-4057 i liście Komisji Technicznej PCK (GRAF) pod numerem 144-04057. Nazwisko Jeglińskiego znajduje się na liście ofiar (pod nr 04057) opublikowanej w Gońcu Krakowskim nr 201 i w Nowym Kurierze Warszawskim nr 183 z 1943. W Archiwum Robla (pakiet  0765-11) znajduje się notatnik znaleziony przy szczątkach por. Pawła Brusa, w którym znajduje się spis oficerów „Panowie znani w Kozielszczynie” z dni 18 – 19 października 1939.
Wincenty Jegliński był żonaty z Walerią, z którą miał trzech synów: Bolesława (ur. 1923), Zygmunta (ur. 1925) i Mieczysława (ur. 1930).
5 października 2007 roku Minister Obrony Narodowej Aleksander Szczygło mianował go pośmiertnie do stopnia porucznika. Awans został ogłoszony 9 listopada 2007 roku, w Warszawie, w trakcie uroczystości „Katyń Pamiętamy – Uczcijmy Pamięć Bohaterów”.

## Ordery i odznaczenia
- Srebrny Krzyż Zasługi (10 listopada 1933)[8]
- Krzyż Kampanii Wrześniowej – pośmiertnie 1 stycznia 1986[9]